# کشتی خورشیدی
ساختمان کشتی خورشیدی ساختمان کشتی خورشیدی تأسیسات تولید نیروی فتوولتائیک خورشیدی کشتی شکل است که امکان فعالیت‌هایی برای توسعه بهتر در ارتقای تولید نیروی خورشیدی را فراهم می‌سازد، بنابراین، هم از علم و هم از اکولوژی بهره می‌برد.< این تأسیسات با ۳۷ متر عرض و ۳۱۵ متر طول در آنپاچی، در مرکز جغرافیایی ژاپن، قرار گرفته، و از قطار تندرو توکائیدوی JR، که از راه آهن نزدیک آن می‌گذرد، قابل رویت است. این سازه دارای بیش از ۵۰۰۰ پنل خورشیدی است که تقریباً ۵۳۰,۰۰۰ کیلو وات ساعت بر اساس مبنای سالانه و بیشینه توان سیستمی ۶۳۰ کیلو وات را تولید می‌کند.
آزمایشگاه خورشیدی و موزه انرژی خورشیدی در مرکز کشتی خورشیدی قرار دارند. نمایشی از نور بیرونی کنشی برای افتتاحیه در ۲۰۰۵ طراحی شد. ساختمان کشتی خورشیدی حاصل مشارکت اقتصادی نمایشگاه جهانی ۲۰۰۵، و شرکت آئیکی پری فکچر، در ژاپن بود. این ساختمان یکی از بزرگترین ساختمان‌های خورشیدی در جهان است.

## تاریخچه
ساختمان کشتی خورشیدی توسط شرکت الکتریکی سانیو ساخته شد. ساخت آن برحسب تصادف صورت گرفت. در ابتدا، شرکت الکتریکی سانیو قصد داشت بزرگترین سیستم فتوولتائیک را در جهان با خروجی ۳٫۴ مگاوات، برای بزرگداشت ۵۰ مین سال تأسیسش خلق کند. تا سال ۱۹۹۸، طراحان دربارهٔ ظاهر کشتی خورشیدی بحث می‌کردند. سانیو در نهایت از فناوری خورشیدی برش لبه که در آن زمان برای آن‌ها مقدور بود، با استفاده از ترکیب سیلیکون کریستال و سیلیکون شیشه‌ای غشای نازک با کارایی ۱۴–۱۵٪ استفاده کرد. اما، در طول طراحی نخست، سانیو، به دلیل خروجی ناکارآمد می‌خواست چند پیل مونو کریستالی را احیا کند، فناوری ترکیبی پیشینیان که قبلاً ذکر آن رفت.
شرکت الکتریکی سانیو همچنان مصمم است تا از ساختمان کشتی خورشیدی فراتر رود؛ لیکن، بجای استفاده از فناوری طراحی شده قبلی، این شرکت از پیل‌های مونوسیلیکاتی احیاشده‌استفاده کرد. سانیو می‌گوید: «ما این کار را انجام داده‌ایم تا تأسف عمیق خود را نسبت به مسئله‌ای که اتفاق افتاده نشان دهیم و اشتیاق و عزم خود را هم برای یادآوری آنچه گذشت و هم برای اهمیتی که حفظ کیفیت برای ما دارد، بیان کنیم». ساخت آن در دسامبر ۲۰۰۱ به اتمام رسید.
پاناسونیک سانیو را تحویل گرفت، و به عنوان بخشی از مشارکت آن در بازسازی و به عنوان راهبرد تجاری کردن دوباره آن، لوگوی قرمز سانیو بر روی کشتی خورشیدی را با لوگوی آبی پاناسونیک در آگوست ۲۰۱۱ جایگزین کرد.

## طراحی

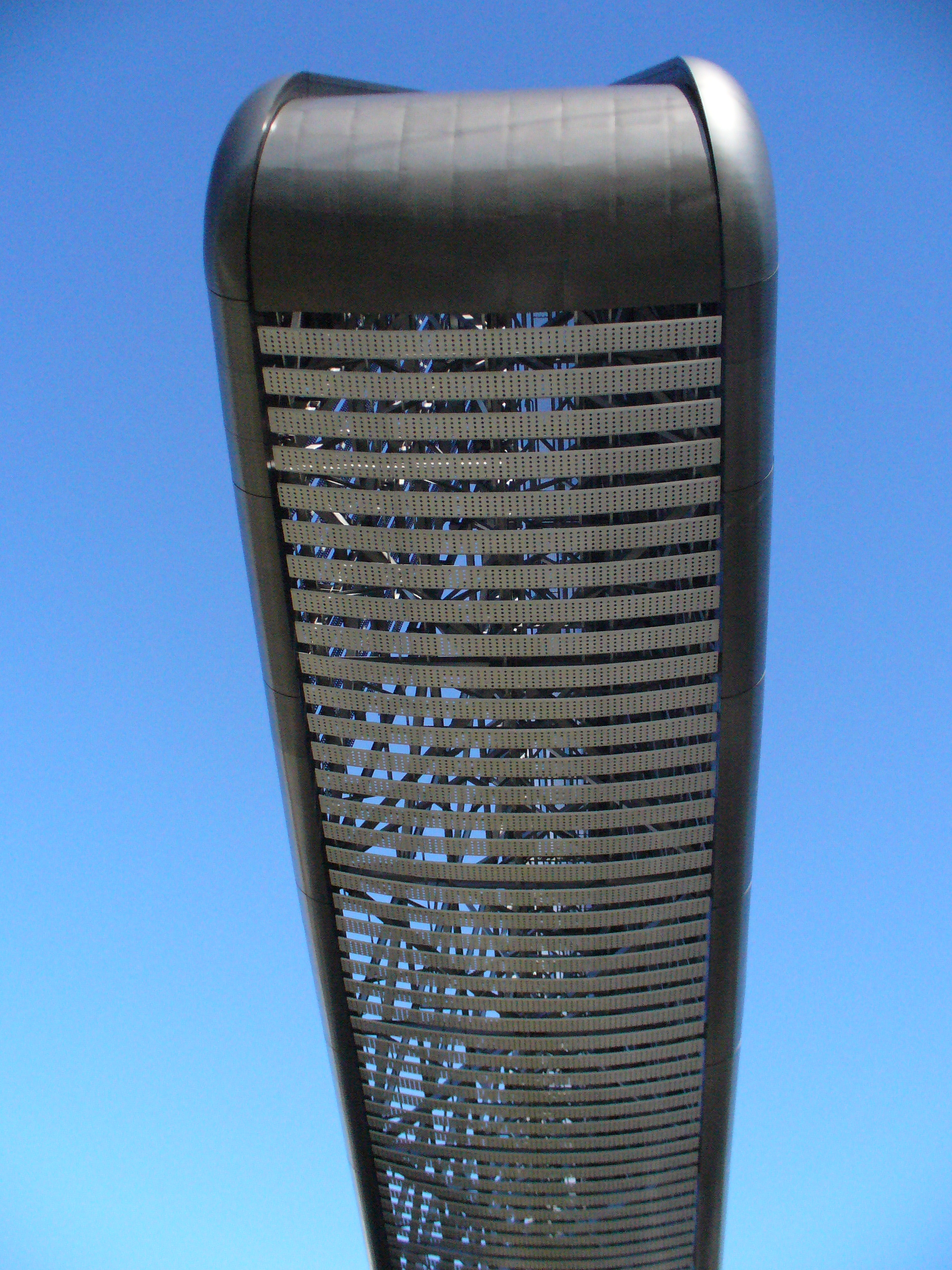
کشتی خورشیدی با چشم اندازی از پایین

طرح کشتی خورشیدی از منظره یک کشتی در آغاز سفر به قرن ۲۱ الهام گرفته شد. این ایده به اندازه کشتی خورشیدی و در مجموع شکل نمادین کلی آن به عنوان نمونه تولید انرژی پاک منجر شد. در کل، محوطه ساخت و ساز برای کشتی خورشیدی m2 3294.48 است و بتن مسلح برای بنای این ساختمان بکار رفت. از این سر تا آن سر، طول کلی کشتی خورشیدی ۳۱۵ متر است. ارتفاع این کشتی 31.6 m از مرکز سازه است. رویهم رفته، ۵۰۴۶ پانل خورشیدی دارد. دوازده مدول پیلی خورشیدی تک-کریستالی در هر واحد بر روی پایه جمع شده‌اند، و ۴۷۰ واحد بالابرده شده و به بدنه اصلی کشتی خورشیدی متصل گردیده‌اند.
وزن بدنه واقعی این کشتی (بدون وزن ستونها) ۳۰۰۰ تن می‌باشد، و از فولاد سازه‌ای ساخته شده، که تقریباً دو برابر مقاوم تر از فولاد معمولی و نسبت به فولاد نازک‌تر است. این ماده ساختمانی به کشتی خورشیدی کمک می‌کند تا حس شناور بودن در هوا را القا نماید. قطر هر ستون ۲ متر و طول آن ۳۱ متر می‌باشد و طول کشتی خورشیدی ۳۱۵ متر است. اسکلت کامل کشتی خورشیدی با چهار «ستون-جی» که ستون‌های سفارشی کوبوتا هستند و در کل، این ستونها در حدود ۵۰۰۰ تن وزن دارند، تقویت می‌شوند. این ستونهای دارای کیفیت بالا، یکپارچه هستند، و حاصل روش یکپارچه ساخت است که از نیروی گریز از مرکز استفاده می‌کند. به دلیل مصالح ساختمانی محکم کشتی خورشیدی، این کشتی می‌تواند در برابر بادهایی تا ۳۴ متر/ثانیه و زلزله‌های ۷ ریشتری در مقیاس ژاپن مقاوم باشد
این کشتی با فواره‌های آبی ۵ متری و دو استخر، که هر یک آب‌شیب جداگانه دارد، احاطه می‌شود. ورودی کشتی خورشیدی دارای دو جناح متشکل از پیل‌های خورشیدی HIT است که جریان برق را در منتهی‌الیه بالا و پایین که با نقش سایبان و عبور دهنده نور خورشید، تولید می‌کنند. بین پانل‌های خورشیدی مجزا، در مجموع، 75000 LEDهای کنترلی رایانه‌ای آبی، سبز و قرمز که در شب برای ایجاد تصاویر و نوشته‌ها بالای کشتی کار می‌کنند، قرار دارد.

## موزه
موزه انرژی خورشیدی از نظر ساختمانی از خود کشتی خورشیدی مجزاست. به‌طور رسمی به آن آزمایشگاه خورشیدی گفته می‌شود. آنجا یک مرکز نمایش و موزه است که بیشتر اطلاعاتی را دربارهٔ انرژی خورشیدی ارائه می‌دهد. چند نمایشگاه، کارگاه، و کلاس‌های علمی در آزمایشگاه خورشیدی برگزار می‌شوند، عمدتاً هدف آن‌ها نسل‌های جوانتر هستند، تا آن‌ها را بیشتر با علم فوتوولتائیک و چگونگی تأثیر آن بر جهان آگاه سازند. این آزمایشگاه به ده بخش تقسیم می‌شود که گستره عظیمی از فعالیت‌ها را برای بازدیدکنندگان به نمایش می‌گذارد. یکی از این فعالیت‌ها شبیه‌ساز سیستم خورشیدی، با یک دیوار سنگ نوردی، مسیری هنری به سمت خورشید، کتابخانه خورشیدی و یک کنترل‌دک، که در آن جا بازدیدکنندگان می‌توانند داده‌های زمان واقعی مربوط به نیرویی که از کشتی خورشیدی تولید می‌شود را مشاهده کنند.

## جوایز
کشتی خورشیدی در مدت فعالیت خود چند جایزه و دستاوردهای قابل توجهی را کسب کرده‌است.
- جایزه طراحی خوب ۲۰۰۲ معماری و طراحی معماری/طراحی محیط زیست * پنجمین «بازسازی منطقه شهری خود» جایزه هنرهای زیبای قرن ۲۱ (مقام دوم)
- جایزه «تأسیسات و تبلیغات انرژی» دوازدهم (در گروه نمایشگاه‌ها)
- دوازدهمین مسابقه تبلیغاتی محیط زیست، جایزه ممتاز تبلیغات محیط زیست (اهدائی توسط وزیر کشور برای محیط زیست)
- جایزه دوم تأسیسات و محیط زیست، جایزه عملکرد بی نظیر (در گروه طراحی زیست محیطی))
- جایزه مرکز تبلیغات انرژی برای فعالیت PR، چهاردهمین جایزه آژانس انرژی طبیعی دبیرکل، ۲۰۰۴